# Kopalnia miedzi Sierra Gorda
Kopalnia miedzi Sierra Gorda w Chile – kopalnia odkrywkowa znajdująca się na pustyni Atacama w prowincji Antofagasta na północy Chile. Właścicielami od 2011 roku są:   KGHM International Ltd., Sumitomo Metal Mining i Sumitomo Corporation. Kopalnia została uruchomiona w 2014 roku.

## Historia
Złoża miedziowo-molibdenowe, zawierające zarówno siarczkowe rudy miedzi i molibdenu, a także znajdujące się ponad nimi tlenkowe rudy miedzi zostały odkryte w 2006 roku.   Od 2011 roku udziały w kopalni mają:  KGHM International Ltd (55%), Sumitomo Metal Mining (31,5%) i Sumitomo Corporation (13,5%). Budowę kopalni odkrywkowej ukończono w 2014 roku. Podczas przygotowania do eksploatacji usunięto 192 milionów ton materiału, w tym rudę siarczkową i rudę tlenkową. Zgromadzono do przetworzenia ponad 710 000 ton rudy siarczkowej i 33 miliony ton rud tlenku miedzi. Podczas budowy na terenie kopalni pracowało ok. 10 tys. osób  z Polski, Chile i Japonii. Kopalnia ma być głęboka na ok. 900 m, a średnica odkrywki  ma wynosić 2,5 km. Cała infrastruktura ma zająć powierzchnię 85 ha.
Produkcja została uruchomiona 30 lipca, a uroczyste otwarcie miało miejsce 1 października 2014 roku. Wśród ponad 600 gości znaleźli się:  Prezydent Chile Michelle Bachelet,  przedstawiciele Ministerstwa Skarbu Państwa, Finansów z Polski oraz z Japonii Norihiko Ishiguro, wiceminister ds. zagranicznych w Ministerstwie Gospodarki, Handlu i Przemysłu. Patronem kopalni został Ignacy Domeyko.
Do portu w Antofagasta jest przewożony koncentrat miedzi i wysyłany statkami do hut na świecie. W zbiorniku o pojemności 750 tys. m³  jest gromadzona woda morska doprowadzona 143 km rurociągiem, aż ze znajdującego się na wybrzeżu Mejillones, a  pochodząca z systemów chłodzenia elektrowni cieplnej.
W latach 2014–2016 kopalnia przynosiła milionowe straty. Pomimo że na początku 2017 roku, podczas pierwszych 3 miesięcy przyniosła "dodatni wynik operacyjny w wysokości około 9 mln dol."; w kolejnych miesiącach nastąpił spadek wydobycia.
W pierwszym półroczu 2021 roku kopalnia osiągnęła niezależność finansową – nie była już dofinansowywana przez KGHM. Zanotowano dodatnie przepływy pieniężne do Polski (niemal 500 mln zł w dwóch pierwszych kwartałach).

## Kopalnia
Oszacowano, że przy rocznym wydobyciu 220 tys. ton miedzi i 55 tys. molibdenu wydobycie będzie możliwe przez 23 lata. Na terenie kopalni panują trudne warunki naturalne. Brakuje wody, a kopalnia jest zlokalizowana na wys. 1700 m n.p.m.. Dojazd do kopalni zapewnia autostrada oraz kolej, które łączą  Antofagastę z Calamą i  miastami portowymi Michilla i Mejillones.